# چوکا، الان ساعت چنده؟
چوکا، الان ساعت چنده؟ عنوان مستندی است ۹۰ دقیقه ای که در سال ۲۰۱۷ و با همکاری آرش کمالی سروستانی و بهروز بوچانی دربارهٔ وضعیت پناهندگان واقع در جزیره مانوس نزدیک به استرالیا ساخته شده‌است.
این فیلم توانسته‌است به چند جشنواره بین‌المللی راه پیدا کند.